# Fairview (Oklahoma)
Fairview es una ciudad ubicada en el condado de Major en el estado estadounidense de Oklahoma. En el año 2010 tenía una población de 	2579 habitantes y una densidad poblacional de 138,66 personas por km².

## Geografía
Fairview se encuentra ubicada en las coordenadas 36°16′14″N 98°28′41″O / 36.270513, -98.477946.

## Demografía
Según la Oficina del Censo en 2000 los ingresos medios por hogar en la localidad eran de $30,136 y los ingresos medios por familia eran $37,107. Los hombres tenían unos ingresos medios de $31,141 frente a los $17,279 para las mujeres. La renta per cápita para la localidad era de $19,101. Alrededor del 10.9% de la población estaban por debajo del umbral de pobreza.